# 小林祐希
小林 祐希（こばやし ゆうき、1992年4月24日 - ）は、東京都東村山市出身 のプロサッカー選手。JFL・いわてグルージャ盛岡所属。ポジションはミッドフィールダー。元日本代表。
Kリーグ時代の登録名は小林（ハングル: 코바야시）。

## 来歴

### プロ入り前
東京ヴェルディ下部組織出身。各年代の代表に選出され、2010年には2種登録選手としてJ2で4試合に出場した。また、東京都サッカートーナメントで優勝し、ヴェルディユースとして第90回天皇杯全日本サッカー選手権大会にも出場している。

### 東京ヴェルディ
2011年からトップチームに昇格するとすぐにスタメンとして起用され、1年目からリーグ戦34試合に出場。2012年から背番号を10に変更すると共に、クラブ史上最年少となる19歳での主将就任が発表された。10番を付け、「主将であるということを強く意識した」と発言。

### ジュビロ磐田
2012年7月、中盤の選手に怪我人が続出していたジュビロ磐田へ期限付き移籍が発表された。攻撃守備ともにフィールド全体を捉える幅広い視野を持つ選手として重宝され、12月に磐田へ完全移籍。
2012年、2013年は出場機会にあまり恵まれなかったが、2014年4月20日の横浜FC戦からスタメンに定着した。名波浩が監督に就任後の9月28日に行われた愛媛FC戦からは、トップ下で出場している。
2015年シーズンは、ジュビロの司令塔として40試合に出場し、自身シーズン最多得点となる6ゴールを挙げた。J1昇格の懸かった11月23日に行われたJ2最終節大分トリニータ戦では、後半45分に同点とされた直後に決勝ゴールを決め、ジュビロのJ1復帰に大きく貢献した。また、昇格決定直後から号泣し、涙を流しながらサポーターに挨拶した。
2016年4月2日に行われた大宮アルディージャ戦でJ1初ゴールを挙げた。5月には自身初のリーグ戦3試合連続で得点を挙げ、日本代表監督のヴァイッド・ハリルホジッチが視察に訪れた試合でも得点を挙げている。その活躍もあり5月26日に日本代表に初選出された。8月13日、磐田でのラストマッチとなったガンバ大阪戦では、キャプテンマークを巻いて試合に挑んだが、試合は0-2で敗れた。

### SCヘーレンフェーン
2016年8月12日、エールディヴィジ・SCヘーレンフェーンへ完全移籍することを発表した。9月10日のエールディヴィジ第5節FCトゥウェンテ戦でオランダデビューを果たした。12月3日、第15節のゴー・アヘッド・イーグルス戦で移籍後初得点を挙げた。海外初挑戦となった1年目は、30試合連続先発出場を果たしレギュラーとして試合に出場。チームはヨーロッパリーグ予選をかけた欧州戦プレーオフに進出するも、FCユトレヒトに敗れてEL予選出場を逃した。
2017-18シーズンは、2017年9月23日に行われた第6節のヴィレムII戦で今季初得点を記録。その後もスタメンで出場を続けていたが、第24節・対PSV戦でベンチスタートとなり、途中出場も無く、デビュー戦以来続いていたリーグ戦での連続出場記録が53で途切れた。3月17日、第28節・対FCユトレヒト戦で、ローダJC戦以来5試合ぶりとなるスタメン復帰を果たした。以後は第34節・対フェイエノールト戦までスタメンで出場を続け、EL予選2回戦の出場を懸けたプレーオフ進出を決めた。プレーオフではリーグ戦5位のFCユトレヒトと対戦し、5月9日にホームで行われた第1戦では、前半9分にフリーキックで先制点を挙げ、4-3での勝利に貢献した。アウェー開催の第2戦ではスタメンで出場したが、後半18分にジズ・ホルンカンプと交代でベンチへ退いた。チームは1-2で負け、2試合合計で5-5となったが、アウェーゴールの差でEL予選2回戦には進出できずシーズンを終えた。
2019年3月29日、2018-19年シーズンをもってヘーレンフェーンを退団する事を自身のInstagramで発表した。

### ワースラント＝ベフェレン
前所属クラブではコンスタントに出場していたもののステップアップとはならず、2019年9月6日、ジュピラー・プロ・リーグ・ワースラント＝ベフェレンへ2年契約で加入することが発表された。10月27日のKVメヘレン戦で移籍後初ゴールを決めた。

### アル・ホール
2020年9月21日、カタール・スターズリーグのアル・ホールSCへの移籍が発表された。

### ソウルイーランド
2021年7月1日、韓国2部のソウルイーランドFCへの移籍が発表された。同年12月にチームを退団する事が発表された。登録名は「ユウキ」。

### 江原FC
2022年2月18日、韓国1部の江原FCに移籍。登録名を「コバヤシ」に変更。

### ヴィッセル神戸
2022年7月27日、ヴィッセル神戸へ完全移籍で加入。背番号は49番。7月30日のJ1第23節・柏レイソル戦でデビュー。9月14日のJ1第26節・FC東京戦からトップ下でスタメンに定着し、10月29日のJ1第33節・川崎フロンターレ戦で決めた直接FKがJ1月間ベストゴールに選出されるなど、シーズン終了までに合計3得点を挙げ、J1残留のキーマンとなった。

### 北海道コンサドーレ札幌
2023年、北海道コンサドーレ札幌へ完全移籍。
2024年12月7日に契約満了を発表。

### いわてグルージャ盛岡
2025年2月1日、いわてグルージャ盛岡への加入を発表。

### 日本代表
Jリーグでの活躍が認められ、2016年5月26日にキリンカップサッカー2016に出場するサッカー日本代表に初選出され、6月7日のボスニア・ヘルツェゴビナ戦で後半30分に宇佐美貴史と代わり試合に出場し、代表初出場を果たした。2016年11月11日、キリンチャレンジカップのオマーン戦で代表初得点を決めた。

## エピソード
- JACPA東京FCに所属していた小学6年次（2004年）、出身地の至近距離にクラブハウスを持つFC東京からも高く評価され、U-15チームへの入団を打診されていた。そこで小林の獲得を熱望する当時のヴェルディジュニアユース監督の菅澤大我は、ヴェルディが主催する小学生の練習会会場に当時トップチームで活躍し知名度を上げていたFW森本貴幸を呼びよせ、小林に対し「（将来プロ入りして、ヴェルディの）トップチームで俺にパスをくれ」と口説くように指示。森本に口説かれたことで、菅澤曰く「流れが変わって」、小林はヴェルディジュニアユース入りすることになった[39]。
- 左利き、特徴的な髪型、強気なコメントなど本田圭佑と似通っている点が多いことから小林の事を「ポスト本田」、「本田2世」と呼ぶメディアが存在する[10]。背番号も磐田で4番を付けている小林と同じく代表で本田も4番を付けている。背番号について小林は、「『4』と『6』が空いていたので、若いほうの番号を選んだだけなんですよ。本当は『10』番がよかったんですけど」と語っている[6]。「本田2世」と呼ばれる事については、「プレースタイルが似ていると言われるけど、自分ではあまり似ていないと思っていて。本田圭佑は本田圭佑、小林祐希は小林祐希。そこをかぶせて見られるのはあまり……。本田さんにとっても嫌なのかなと思います」と語っている[40]。
  - 2016年1月にミラノへ行き、本田と食事をしている[41]。本田は、「実は一度、ミラノで食事したことがあって、その時は初対面だったんですけど、すごく自信があるし、何も恐れずにしっかりと発言するって意味で、少し自分の若い頃とだぶる部分も（笑）」「そういうメンタルが伴った選手が現れたってことなんで、すごく期待してますけどね」と語っている[42]。
- 左腕の内側に自身の母親と2人の妹の名前、外側に所属するヘーレンフェーンのロゴである睡蓮の花びらに背番号の「21」とクラブに加入した日付と「I choose my own fate」という文字をタトゥーで刻んでいる[43]。
- 東京ヴェルディユース時代のチームメートに、俳優の竹内涼真がいる。2017年10月10日に開催された小林のいる日本代表のハイチ戦を中継したTBSの番組にて竹内は、「僕の１個上はプラチナ世代と呼ばれていて、ヴェルディユースの絶対的存在だった。神様です」と小林を尊敬していたことを明かした[44]。
- 2018年1月、オフィシャルブログ を開設し「サッカーについてはもちろんのこと、オランダでの生活やその時そのときの心境を発信していこうかなと思い始めました。」と綴った。

## 所属クラブ
ユース経歴
- JACPA 東京FC
- 2005年 - 2007年 東京ヴェルディジュニアユース
- 2008年 - 2010年 東京ヴェルディユース
  - 2010年 東京ヴェルディ（2種登録）

プロ経歴
- 2011年 - 2012年  東京ヴェルディ
  - 2012年7月 - 同年12月  ジュビロ磐田（期限付き移籍）
- 2013年 - 2016年8月  ジュビロ磐田
- 2016年 - 2019年  SCヘーレンフェーン
- 2019年 - 2020年9月  ワースラント＝ベフェレン
- 2020年9月 - 2021年6月  アル・ホールSC
- 2021年7月 - 同年12月  ソウルイーランドFC
- 2022年2月 - 同年7月  江原FC
- 2022年7月 - 同年12月  ヴィッセル神戸
- 2023年 - 2024年  北海道コンサドーレ札幌
- 2025年 -  いわてグルージャ盛岡

## 個人成績
| 国内大会個人成績 | 国内大会個人成績 | 国内大会個人成績 | 国内大会個人成績 | 国内大会個人成績                       | 国内大会個人成績 | 国内大会個人成績 | 国内大会個人成績 | 国内大会個人成績 | 国内大会個人成績 | 国内大会個人成績 | 国内大会個人成績 |
| 年度             | クラブ           | 背番号           | リーグ           | リーグ戦                               | リーグ戦         | リーグ杯         | リーグ杯         | オープン杯       | オープン杯       | 期間通算         | 期間通算         |
| 年度             | クラブ           | 背番号           | リーグ           | 出場                                   | 得点             | 出場             | 得点             | 出場             | 得点             | 出場             | 得点             |
| 日本             | 日本             | 日本             | 日本             | リーグ戦                               | リーグ戦         | リーグ杯         | リーグ杯         | 天皇杯           | 天皇杯           | 期間通算         | 期間通算         |
| ---------------- | ---------------- | ---------------- | ---------------- | -------------------------------------- | ---------------- | ---------------- | ---------------- | ---------------- | ---------------- | ---------------- | ---------------- |
| 2010             | 東京VY           | 10               | -                | -                                      | -                | -                | -                | 1                | 0                | 1                | 0                |
| 2010             | 東京V            | 37               | J2               | 4                                      | 0                | -                | -                | -                | -                | 4                | 0                |
| 2011             | 東京V            | 21               | J2               | 34                                     | 2                | -                | -                | 2                | 1                | 36               | 3                |
| 2012             | 東京V            | 10               | J2               | 24                                     | 4                | -                | -                | -                | -                | 24               | 4                |
| 2012             | 磐田             | 50               | J1               | 11                                     | 0                | -                | -                | 3                | 1                | 14               | 1                |
| 2013             | 磐田             | 4                | J1               | 1                                      | 0                | 1                | 0                | 0                | 0                | 2                | 0                |
| 2014             | 磐田             | 4                | J2               | 36                                     | 2                | -                | -                | 3                | 0                | 39               | 2                |
| 2015             | 磐田             | 4                | J2               | 40                                     | 6                | -                | -                | 1                | 0                | 41               | 6                |
| 2016             | 磐田             | 4                | J1               | 24                                     | 5                | 1                | 0                | -                | -                | 25               | 5                |
| オランダ         | オランダ         | オランダ         | オランダ         | リーグ戦                               | リーグ戦         | リーグ杯         | リーグ杯         | KNVBカップ       | KNVBカップ       | 期間通算         | 期間通算         |
| 2016-17          | ヘーレンフェーン | 21               | エールディヴィジ | 31                                     | 1                | -                | -                | 4                | 0                | 34               | 1                |
| 2017-18          | ヘーレンフェーン | 21               | エールディヴィジ | 32                                     | 2                | -                | -                | 2                | 0                | 34               | 2                |
| 2018-19          | ヘーレンフェーン | 21               | エールディヴィジ | 29                                     | 0                | -                | -                | 3                | 0                | 32               | 0                |
| ベルギー         | ベルギー         | ベルギー         | ベルギー         | リーグ戦                               | リーグ戦         | リーグ杯         | リーグ杯         | ベルギー杯       | ベルギー杯       | 期間通算         | 期間通算         |
| 2019-20          | ベフェレン       | 10               | ジュピラー       | 20                                     | 2                | -                | -                | 1                | 0                | 21               | 2                |
| 2020-21          | ベフェレン       | 10               | ジュピラー       | 1                                      | 0                | -                | -                | 0                | 0                | 1                | 0                |
| カタール         | カタール         | カタール         | カタール         | リーグ戦                               | リーグ戦         | リーグ杯         | リーグ杯         | オープン杯       | オープン杯       | 期間通算         | 期間通算         |
| 2020-21          | アル・ホール     | 66               | スターズ         | 16                                     | 0                | -                | -                | 4                | 2                | 20               | 2                |
| 韓国             | 韓国             | 韓国             | 韓国             | リーグ戦                               | リーグ戦         | リーグ杯         | リーグ杯         | FA杯             | FA杯             | 期間通算         | 期間通算         |
| 2021             | ソウルイーランド | 21               | K2               | 8                                      | 0                | -                | -                | -                | -                | 8                | 0                |
| 2022             | 江原             | 21               | K1               | 12                                     | 0                | -                | -                | 1                | 0                | 13               | 0                |
| 日本             | 日本             | 日本             | 日本             | リーグ戦                               | リーグ戦         | リーグ杯         | リーグ杯         | 天皇杯           | 天皇杯           | 期間通算         | 期間通算         |
| 2022             | 神戸             | 49               | J1               | 9                                      | 3                | 2                | 0                | 1                | 0                | 12               | 3                |
| 2023             | 札幌             | 99               | J1               | 21                                     | 3                | 3                | 0                | 2                | 0                | 26               | 3                |
| 2024             | 札幌             | 99               | J1               | 19                                     | 0                | 6                | 2                | 2                | 0                | 27               | 2                |
| 2025             | 岩手             | 49               | JFL              |                                        |                  | -                | -                |                  |                  |                  |                  |
| 通算             | 日本             | 日本             | J1               | 85                                     | 11               | 13               | 2                | 8                | 1                | 106              | 14               |
| 通算             | 日本             | 日本             | J2               | 138                                    | 14               | -                | -                | 6                | 1                | 144              | 15               |
| 通算             | 日本             | 日本             | JFL              | \|\|\|\|colspan="2"\|-\|\|\|\|\|\|\|\| |                  |                  |                  |                  |                  |                  |                  |
| 通算             | 日本             | 日本             | 他               | -                                      | -                | -                | -                | 1                | 0                | 1                | 0                |
| 通算             | オランダ         | オランダ         | エールディヴィジ | 92                                     | 3                | -                | -                | 9                | 0                | 101              | 3                |
| 通算             | ベルギー         | ベルギー         | ジュピラー       | 21                                     | 2                | -                | -                | 1                | 0                | 22               | 2                |
| 通算             | カタール         | カタール         | スターズ         | 16                                     | 0                | -                | -                | 4                | 2                | 20               | 2                |
| 通算             | 韓国             | 韓国             | K1               | 12                                     | 0                | -                | -                | 1                | 0                | 13               | 0                |
| 通算             | 韓国             | 韓国             | K2               | 8                                      | 0                | -                | -                | -                | -                | 8                | 0                |
| 総通算           | 総通算           | 総通算           | 総通算           | 372                                    | 30               | 2                | 30               | 4                | 415              | 36               |                  |

- 2010年はユース所属。

その他の公式戦
- 2014年
  - J1昇格プレーオフ 1試合0得点
- 2017年
  - エールディヴィジ ELプレーオフ 1試合0得点
- 2021年
  - カタールリーグ カップ プレーオフ 1試合1得点
  - アミールカップ 1試合0得点

| 国際大会個人成績 | 国際大会個人成績 | 国際大会個人成績 | 国際大会個人成績 | 国際大会個人成績 |
| 年度             | クラブ           | 背番号           | 出場             | 得点             |
| AFC              | AFC              | AFC              | ACL              | ACL              |
| ---------------- | ---------------- | ---------------- | ---------------- | ---------------- |
| 2022             | 神戸             | 49               | 1                | 0                |
| 通算             | AFC              | AFC              | 1                | 0                |

出場歴
- Jリーグ初出場 - 2010年3月21日 J2 第3節 対ギラヴァンツ北九州戦 (北九州市立本城陸上競技場)
- Jリーグ初得点 - 2011年8月27日 J2 第26節 対ロアッソ熊本戦 (国立競技場)
- エールディヴィジ初出場 - 2016年9月10日 1部 第5節 対FCトゥウェンテ戦 (アベ・レンストラ・スタディオン)
- エールディヴィジ初得点 - 2016年12月3日 1部 第15節 対ゴー・アヘッド・イーグルス (アデラールスホルスト)

## タイトル

### クラブ
東京ヴェルディユース
- 2010年 日本クラブユースサッカー選手権 (U-18)大会 優勝
- 2010年 第15回東京都サッカートーナメント 優勝

### 個人
- 日本クラブユースサッカー選手権 (U-18)大会 MVP (2010年)
- J1リーグ・月間ベストゴール (2022年10月・11月)

## 代表歴

### 出場大会
- U-15日本代表
  - 2007年 - AFC U-16選手権2008 (予選)
- U-16日本代表
  - 2008年 - AFC U-16選手権2008
- U-17日本代表
- U-19日本代表
  - 2010年 - AFC U-19選手権2010
- U-23日本代表
- 日本代表
  - 2016年 - キリンカップサッカー2016
  - 2016年 - キリンチャレンジカップ
  - 2017年 - キリンチャレンジカップ

### 試合数
- 国際Aマッチ 8試合 1得点 (2016年 - 2019年)

| 日本代表 | 国際Aマッチ | 国際Aマッチ |
| 年       | 出場        | 得点        |
| -------- | ----------- | ----------- |
| 2016     | 2           | 1           |
| 2017     | 2           | 0           |
| 2019     | 4           | 0           |
| 通算     | 8           | 1           |

### 出場
| No. | 開催日         | 開催都市 | スタジアム                       | 対戦国                   | 結果 | 監督           | 大会                       |
| --- | -------------- | -------- | -------------------------------- | ------------------------ | ---- | -------------- | -------------------------- |
| 1.  | 2016年6月7日   | 吹田     | 市立吹田サッカースタジアム       | ボスニア・ヘルツェゴビナ | ●1-2 | ハリルホジッチ | キリンカップサッカー2016   |
| 2.  | 2016年11月11日 | 鹿嶋     | 茨城県立カシマサッカースタジアム | オマーン                 | ○4-0 | ハリルホジッチ | キリンカップサッカー2016   |
| 3.  | 2017年10月6日  | 豊田     | 豊田スタジアム                   | ニュージーランド         | ○2-1 | ハリルホジッチ | キリンチャレンジカップ2017 |
| 4.  | 2017年10月10日 | 横浜     | 日産スタジアム                   | ハイチ                   | △3-3 | ハリルホジッチ | キリンチャレンジカップ2017 |
| 5.  | 2019年3月22日  | 横浜     | 日産スタジアム                   | コロンビア               | ●0-1 | 森保一         | キリンチャレンジカップ2019 |
| 6.  | 2019年3月26日  | 神戸     | ノエビアスタジアム神戸           | ボリビア                 | ○1-0 | 森保一         | キリンチャレンジカップ2019 |
| 7.  | 2019年6月5日   | 豊田     | 豊田スタジアム                   | トリニダード・トバゴ     | △0-0 | 森保一         | キリンチャレンジカップ2019 |
| 8.  | 2019年6月9日   | 利府     | ひとめぼれスタジアム宮城         | エルサルバドル           | ○2-0 | 森保一         | キリンチャレンジカップ2019 |

### 得点
| #  | 開催年月日     | 開催地 | 対戦国   | 勝敗 | 試合概要                   |
| -- | -------------- | ------ | -------- | ---- | -------------------------- |
| 1. | 2016年11月11日 | 鹿嶋   | オマーン | ○4-0 | キリンチャレンジカップ2016 |